# AMT Corporation (Arizona)
Die AMT Corporation aus Arizona war ein US-amerikanischer Hersteller von Automobilen.

## Unternehmensgeschichte
Das Unternehmen wurde 1965 in Phoenix in Arizona gegründet. Egene Winfield leitete es. Es war eine Abteilung der AMT Corporation aus Troy in Michigan, die Spielzeugautos aus Kunststoff herstellte. Durch die Übernahme eines Prototyps von Marbon Chemical Division of Borg Warner begann die Produktion von Automobilen. Der Markenname lautete AMT. 1968 endete die Produktion. Insgesamt entstanden fünf oder sechs Fahrzeuge. 1969 wurde das Unternehmen aufgelöst.

## Fahrzeuge

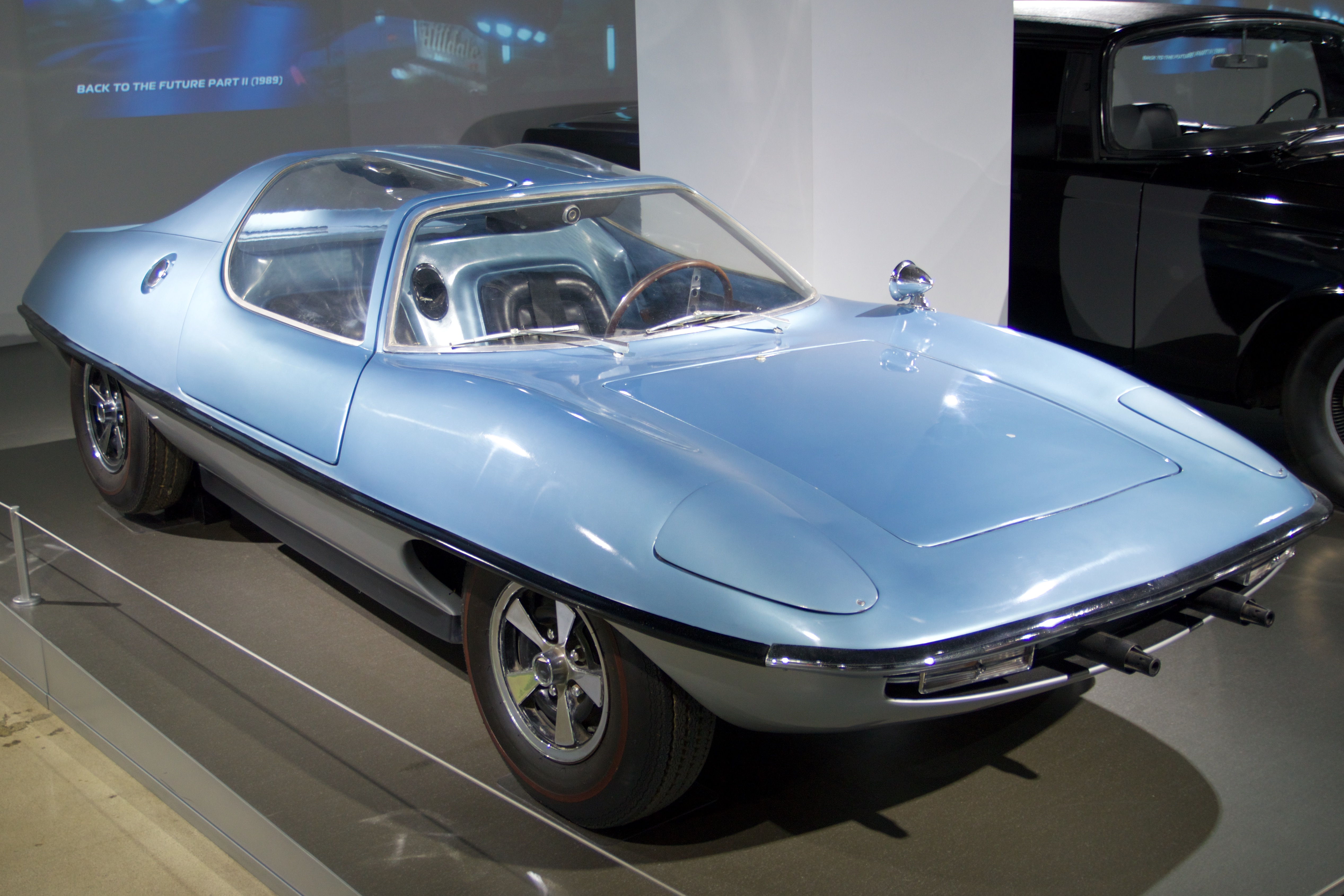
Ein AMT Piranha im Petersen Automotive Museum

Das einzige Modell war der Piranha. Fahrgestell und Karosserie bestanden aus Kunststoff. Das Fahrzeug war bei 2413 mm Radstand 3988 mm lang. Auffallendes Merkmal des Coupés waren die Flügeltüren. Ein Sechszylinder-Boxermotor vom Chevrolet Corvair trieb die Straßen- und Rennversionen an. Er leistete wahlweise 140 PS oder mit Hilfe eines Turboladers 180 PS. Eine Ausführung als Dragster hatte einen V8-Motor mit 7000 cm³ Hubraum von Chrysler.
Sportsland Unlimited, eine Division von Allied Industries International, stellte später Nachbildungen her.